# Gemeindeschule Walle
Das Gebäude der ehemaligen Gemeindeschule Walle in Bremen, Stadtteil Walle, Ortsteil Walle, Ritter-Raschen-Straße 43/45, entstand 1858 nach Plänen von Baumeister Johann Bellstedt. Dieses Gebäude steht seit 1984 unter Bremer Denkmalschutz. Der Denkmalschutz betrifft ausschließlich das alte Schulgebäude von 1858, das traufständig direkt an der Ritter-Raschen-Straße steht – jedoch nicht die späteren Erweiterungsbauten, die den überwiegenden Teil des Schulstandorts bilden.

## Geschichte
Die schulgeldfreie Freischule für Knaben wurde im Bremer Schulwesen nach der 1844 erfolgten Einführung der allgemeinen Schulpflicht in Bremen 1858 im Stil des Klassizismus aus Mitteln einer Stiftung von Burchard Meyer aus Baltimore errichtet. Das fünfachsige T-förmige, zweigeschossige Gebäude aus Backstein mit Satteldach hat einen prägenden Mittelrisaliten. Erweiterungen der Schule erfolgten 1873, 1877 und 1884. Bis 1902 war sie eine Land-, dann eine Stadtschule. 
1921 richtete das Wohnungsamt vorübergehend Wohnungen in dem Gebäude ein. Um 1929 wurde sie dann eine Haushaltsschule für Mädchen. Aktuell gehört das Gebäude zur Berufsbildenden Schule für Gesundheit, Pflege und Soziales.